# 三国トンネル (国道17号)

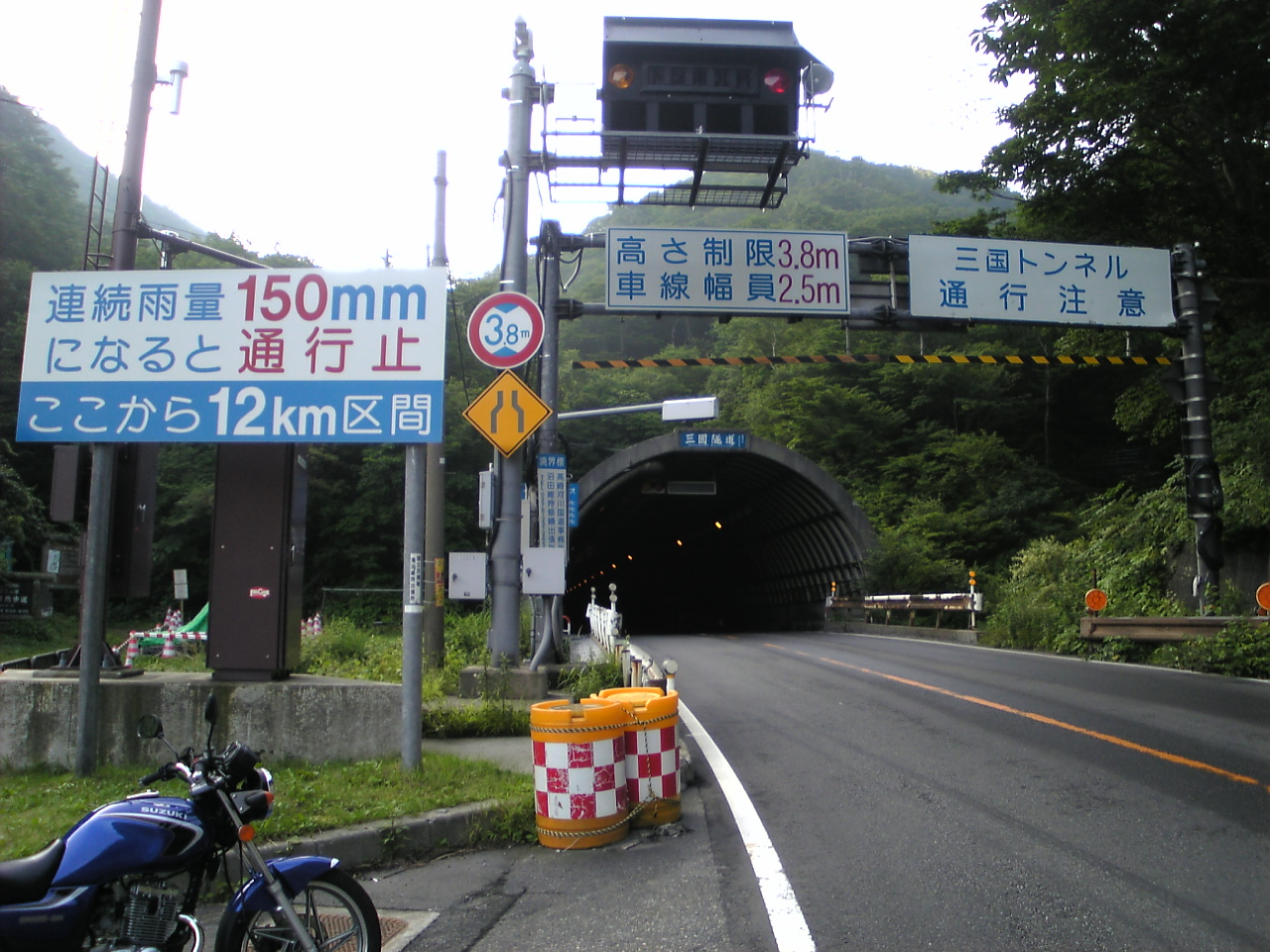
新潟県側坑口

三国トンネル（みくにトンネル）または三国隧道（みくにずいどう）は、かつて供用されていた群馬県利根郡みなかみ町から新潟県南魚沼郡湯沢町に至るトンネルである。国道17号が通過していた。

## 概要
- バイパス起点：群馬県利根郡みなかみ町吹路
- トンネル起点：群馬県利根郡みなかみ町永井
- 終点：新潟県南魚沼郡湯沢町大字三国

全長は1,218m。三国峠（標高1,304 m）のほぼ真下を通っており、坑口付近の標高は群馬県側が1,083 m、新潟県側が1,076 m。当トンネルを境に、群馬県側はブラインドカーブの連続する峠道で、新潟県側は緩いカーブと急勾配が連続する線形になっている。付近には猿ヶ京温泉や苗場スキー場がある。完成当時は全国3番目の長さ。
群馬・新潟県境を跨ぐ一般道は三国トンネルが属する国道17号と清水峠を越える国道291号の2本のみであるが、国道291号は自動車はおろか徒歩でも通過がほぼ不可能なほど荒廃しているため、三国トンネルが唯一の群馬・新潟県境を通行可能な一般道である。
群馬・新潟県境をつなぐ道路としては、このほかに関越自動車道の関越トンネルがあるが、5 kmを超える長大トンネルのため危険物積載車が通れず、三国トンネルは代替路としての役目も果たしている。
トンネル内は、片側1車線で群馬県側から新潟県側にかけてゆるい下り勾配になっている。制限幅は2.5 m、制限高は3.8 mであり、大型自動車同士の離合が困難なほど狭い。車体寸法に関する保安基準の緩和を受けている車両は、当トンネルの通行が不可能であり、関越トンネルが通行できない場合に代替路として使用できず、国道18号などで大幅に迂回が必要となる。また、歩行者や自転車の通行は制限されていないが、歩道は設置されていない。供用開始時には幅6 mだったが、コンクリートの補修（酸性の地下水による腐食）や内壁の内巻工事などを施した結果、幅は5.5 mとなった。
湯沢側は雪の吹き込みや吹き溜まりを防ぐために数十メートルの明かり巻が設けられていて、ここに建設大臣根本龍太郎の書として「三國隧道 建設省関東地方建設局 昭和三十二年十二月竣工」の扁額が掲げられている。
関越トンネルの代替経路としての重要性と、トンネルの開通から60年以上が経過しており、構造物の老朽化が進んでいることから、新三国トンネルの建設が行われ、2022年（令和4年）3月19日16時に開通し、三国トンネルは閉鎖された。

## 通過する自治体
- 群馬県
  - 利根郡みなかみ町
- 新潟県
  - 南魚沼郡湯沢町

## 歴史
- 1936年（昭和9年） - 峠部分を含む三国街道が国道9号に認定
- 1940年（昭和15年） - 三国国道改良計画としてトンネル掘削案が承認される（戦争のため着工には至らず）。
- 1952年（昭和27年） - 国道9号が国道17号となり、三国国道改築工事として工事計画が再開する。
- 1955年（昭和30年）10月22日 - 導坑貫通
- 1957年（昭和32年）12月 - 完成
- 1959年（昭和34年）6月15日 - 三国トンネルを含む、利根郡新治村（当時）吹路 - 南魚沼郡湯沢町大字三国間が開通[4]。
- 2013年（平成25年） - 新三国トンネルの準備工事着工
- 2022年（令和4年）3月19日 - 16時をもって閉鎖、新三国トンネルに交通が切り替えられた。

## 旧道
三国トンネルを含む前後の国道17号は、旧三国街道に対するバイパスである。
- 利根郡みなかみ町吹路 - 利根郡みなかみ町永井：群馬県道261号法師吹路線
- 利根郡みなかみ町永井 - 南魚沼郡湯沢町大字三国：登山道

## 接続するバイパスの位置関係
（前橋・高崎・東京方面）猿ヶ京バイパス - 現道 - 三国トンネル - 現道 - 二居大橋（長岡・新潟方面）